# Graniczna (dopływ Trzebiochy)
Graniczna (także Garczyna) – środkowy bieg rzeki Trzebiochy, struga na Pojezierzu Kaszubskim wypływająca z jeziora Garczyn, przepływająca przez Jezioro Graniczne i uchodząca do jeziora Sudomie. Rzeka jest etapem szlaku wodnego Graniczna-Trzebiocha.